# Daisy Cleverley
 (juin 2019).
Pour les articles homonymes, voir Cleverley.
Daisy Cleverley, née le 30 avril 1997 à Auckland, est une footballeuse internationale néo-zélandaise. Elle évolue au poste d'attaquante.

## Carrière

### Carrière internationale
Elle participe aux Coupes du monde des U-17 2012 et 2014.
En 2014, elle participe également à la Coupe du monde des U-20 où elle joue les trois matchs.
Elle obtient sa première sélection en équipe nationale A lors d'un match contre les Tonga, le 25 octobre 2014  (victoire 16-0, elle marque deux fois). Elle fait partie de l'équipe jouant la Coupe du monde 2015 qui a lieu au Canada et à celle de 2019 qui a lieu en France.

## Palmarès

### Palmarès en sélection
- Vainqueur de la Coupe d'Océanie féminine de football 2014